# ميرفين هنري ستيفنسون
ميرفين هنري ستيفنسون (بالإنجليزية: Mervyn Henry Stevenson)‏ هو ضابط شرطة أسترالي، ولد في 31 مارس 1926 في Mount Morgan, Queensland ‏ في أستراليا، وتوفي في 16 ديسمبر 2001.